# Alexander Buchan
Alexander Buchan (født 11. april 1829 i Kinneswood, Kinross, død 13. maj 1907 i Edinburgh) var en Britisk meteorolog.
Buchan blev 1860 sekretær ved det skotske, meteorologiske selskab. Blandt hans arbejder skal nævnes den banebrydende afhandling om lufttrykkets fordeling og de
fremherskende vindretninger på jordens overflade i Transactions of the Royal Society (bind 25). Buchan skrev også om lufttrykkets daglige periode med mere og udgav kort over isobarer og isotermer. En meteorologi af Buchan er oversat og delvis omarbejdet af Hugo Hildebrandsson (Uppsala 1874).